# Velha Guarda da Portela
Velha Guarda da Portela é uma banda musical brasileira de samba idealizada por Paulinho da Viola em 1970 reunindo os membros mais antigos da escola de samba Portela.
O grupo foi reunido inicialmente para a gravação do álbum Portela Passado de Glória em 1970. Sua formação original era Aniceto da Portela, Mijinha, Manaceia, Alberto Lonato, Ventura, Alvaiade, Chico Santana, Antônio Rufino, Alcides Malandro Histórico, Armando Santos e Antônio Caetano.
A Velha Guarda da Portela foi reconhecida, em março de 2023, como patrimônio cultural imaterial da cidade do Rio de Janeiro.

## Discografia
- 1970 - Portela Passado de Glória
- 1986 - Grandes Sambistas
- 1988 - Homenagem a Paulo da Portela
- 1999 - Tudo Azul